# Aire urbaine de Barbezieux-Saint-Hilaire
 (juin 2025).
Motif : Non respect de Wikipédia:Notoriété des collectivités locales et divisions administratives françaises.
- Archive Wikiwix
- Bing
- Cairn
- DuckDuckGo
- E. Universalis
- Gallica
- Google
- G. Books
- G. News
- G. Scholar
- Persée
- Qwant
- (zh) Baidu
- (ru) Yandex
- (wd) trouver des œuvres sur Wikidata

| 1. | Préciser le motif de la pose du bandeau. | Précisez le motif de la pose du bandeau en utilisant la syntaxe suivante : {{admissibilité à vérifier\|date=juin 2025\|motif=remplacez ce texte par le motif}}                                                |
| 2. | Informer les utilisateurs concernés.     | Pensez à avertir le créateur de l'article, par exemple, en insérant le code ci-dessous sur sa page de discussion : {{subst:avertissement admissibilité à vérifier\|Aire urbaine de Barbezieux-Saint-Hilaire}} |

L'aire urbaine de Barbezieux-Saint-Hilaire est une aire urbaine française centrée sur la petite ville de Barbezieux-Saint-Hilaire, petit pôle urbain de la Charente exerçant son influence sur le sud-ouest de ce département.

## Zonage de l'aire urbaine de Barbezieux-Saint-Hilaire en 2010 et population en 2008

### Données globales
Selon le dernier zonage effectué par l'INSEE en 2010, l'aire urbaine de Barbezieux-Saint-Hilaire compte 5 640 habitants en 2008 (population municipale).
En 2008, elle se situe au 558e rang national et au 25e rang régional en Poitou-Charentes. 
Dans le département de la Charente, elle occupe le 4e rang départemental mais elle se situe très loin après les aires urbaines d'Angoulême et de Cognac. Avec l'aire urbaine de Ruffec, elle fait partie des quatre aires urbaines de la Charente à compter plus de 5 000 habitants. 
Selon l'INSEE, l'aire urbaine de Barbezieux-Saint-Hilaire fait partie des petites aires urbaines de la France c'est-à-dire ayant entre 1 500 et moins de 5 000 emplois.
L'aire urbaine de Barbezieux-Saint-Hilaire rassemble 3 communes. Parmi celles-ci, 1 commune qui appartient au pôle urbain correspond en fait à l'unité urbaine de Barbezieux-Saint-Hilaire tandis que les 2 autres communes appartiennent à la couronne urbaine selon la nouvelle terminologie de l'INSEE.

### Composition de l'aire urbaine de Barbezieux-Saint-Hilaire selon le zonage de 2010
Composition de l'aire urbaine de Barbezieux-Saint-Hilaire selon le nouveau zonage de 2010 et population en 2008 (population municipale)
| Commune                                                  | Superficie | Population | Densité de population | Catégorie dans l'aire urbaine             |
| -------------------------------------------------------- | ---------- | ---------- | --------------------- | ----------------------------------------- |
| Barbezieux-Saint-Hilaire                                 | 26,55 km2  | 4 687 hab. | 177 hab/km²           | commune appartenant au pôle urbain        |
| Pôle urbain ou unité urbaine de Barbezieux-Saint-Hilaire | 26,55 km2  | 4 687 hab. | 177 hab/km²           | 1 commune                                 |
| Montchaude                                               | 14,18 km2  | 518 hab.   | 37 hab/km²            | commune appartenant à la couronne urbaine |
| Salles-de-Barbezieux                                     | 9,85 km2   | 435 hab.   | 44 hab/km²            | commune appartenant à la couronne urbaine |
| Couronne urbaine                                         | 24,03 km2  | 953 hab.   | 40 hab/km²            | 2 communes                                |
| Aire urbaine                                             | 50,58 km2  | 5 640 hab. | 112 hab/km²           | 3 communes                                |